# Oriya (sprog)
Oriya eller orija er det officielle sprog i den indiske delstat Orissa.
Det er et indoarisk, indoiransk, indoeuropæisk sprog som er nært beslægtet med bengali. Det tales af omkring 35 millioner mennesker.
Oriya har sit eget skriftsystem som minder noget om devanagari og thais alfabet, men dets cifre er forskellige fra cifrene i devanagari.